# Home (Machine Gun Kelly, X Ambassadors & Bebe Rexha)
Home is een nummer van de Amerikaanse rapper Machine Gun Kelly, de Amerikaanse band X Ambassadors en de Amerikaanse zangeres Bebe Rexha uit 2017. Het is een van de twee singles van de soundtrack van de film Bright, naast World Gone Mad van Bastille.
Machine Gun Kelly schreef het nummer op de dag dat hij ontdekte dat Chester Bennington overleed. "Home" werd een klein hitje in een paar landen. Echter was het nummer niet heel succesvol in de Amerikaanse Billboard Hot 100, waar het de 90e positie bereikte. In Nederland had het nummer met een 10e positie in de Tipparade ook niet veel succes, maar in de Vlaamse Ultratop 50 deed het nummer het wel aardig met een 41e positie.